# وایئاو (کنتربری)

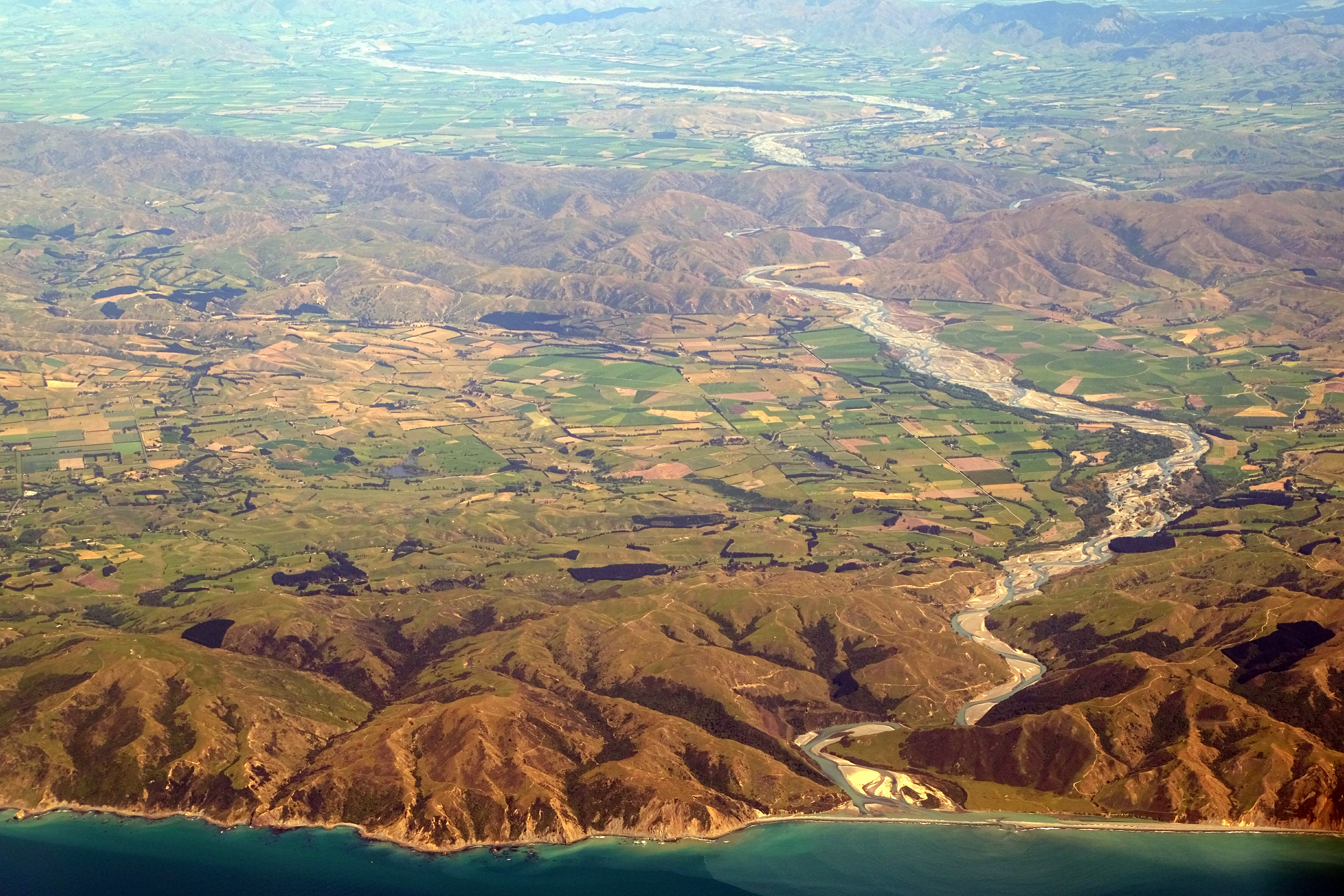
رود وایئاو در نوامبر ۲۰۱۵

وایئاو نام رودی است در شمال کانتربری در جزیره جنوبی زلاندنو. این رود از کوه‌های اسپنسر سرچشمه می‌گیرد و به سمت شرق جریان دارد تا به اقیانوس آرام بریزد. رود وایئاو دومین حوضه آبریز بزرگ به مساحت ۳۳۱۰ کیلومتر مربع را دارد.